# Merodon rufimaculatum
Merodon rufimaculatum är en tvåvingeart som beskrevs av Huo, Ren och Zheng 2007. Merodon rufimaculatum ingår i släktet narcissblomflugor, och familjen blomflugor. Inga underarter finns listade i Catalogue of Life.